# Tribunal du travail et des prud'hommes
Cet article court présente un sujet plus développé dans : Tribunal du travail (France).
À Mayotte, le tribunal du travail et des prud'hommes est le nom donné au tribunal du travail de 2018 à 2021 pour préparer la transition vers le conseil de prud'hommes. 